# 姉崎産業祭
姉崎産業祭（あねさきさんぎょうさい）は、千葉県市原市の三大臨海祭りのひとつで、このうち、姉崎地区で行われているものである。

## 概要
「健康で明るい街づくりの祭典」をテーマに、姉崎地区の地域交流を活発化させている。当初は「姉崎産業まつり」という名称であった。

## 内容
地元の学校からの作品出展や出光興産千葉工場の工場見学が主な内容である。また、地元中学校などの吹奏楽部の演奏もある。
出展
- 市原市立青葉台小学校
- 市原市立姉崎小学校
- 市原市立明神小学校
- 市原市立有秋東小学校
- 市原市立有秋西小学校
- 市原市立有秋南小学校
- 千葉県立姉崎高等学校

## 歴史
- 1964年 - 第1回姉崎産業まつり開祭[2]
- 2011年 - 第47回姉崎産業祭延期[1]
- 2012年 - 第47回姉崎産業祭にご当地キャラ「あねぼん」初登場[1]。
- 2020年 - 第55回姉崎産業祭延期[1]
- 2021年 - 第55回姉崎産業祭延期[1]
- 2022年 - 第55回姉崎産業祭延期[1]

## 会場
- 出光会館
- 姉崎公園

## アクセス
- 姉ケ崎駅